# Tesoro de Hildesheim

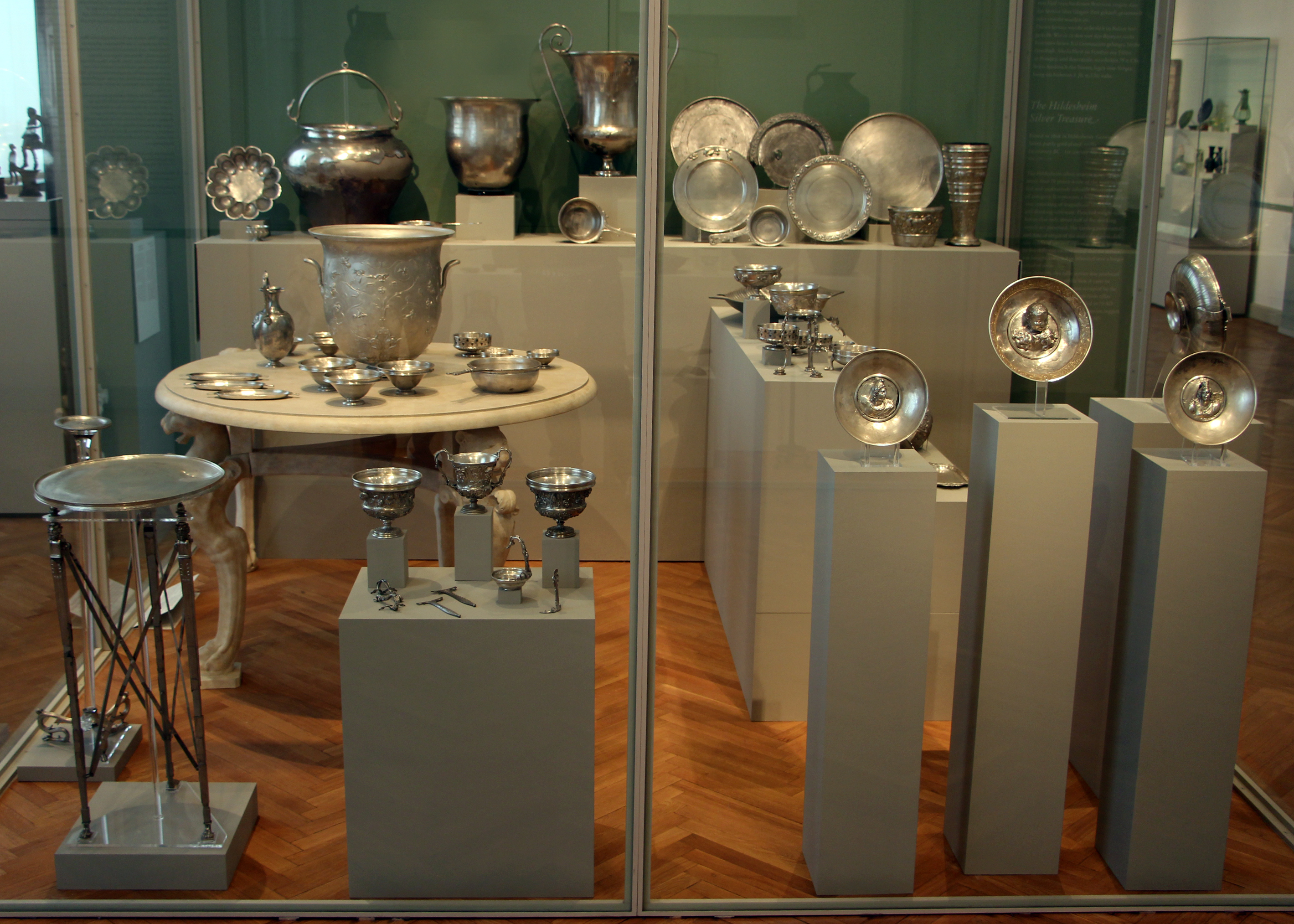
Tesoro de Hildesheim

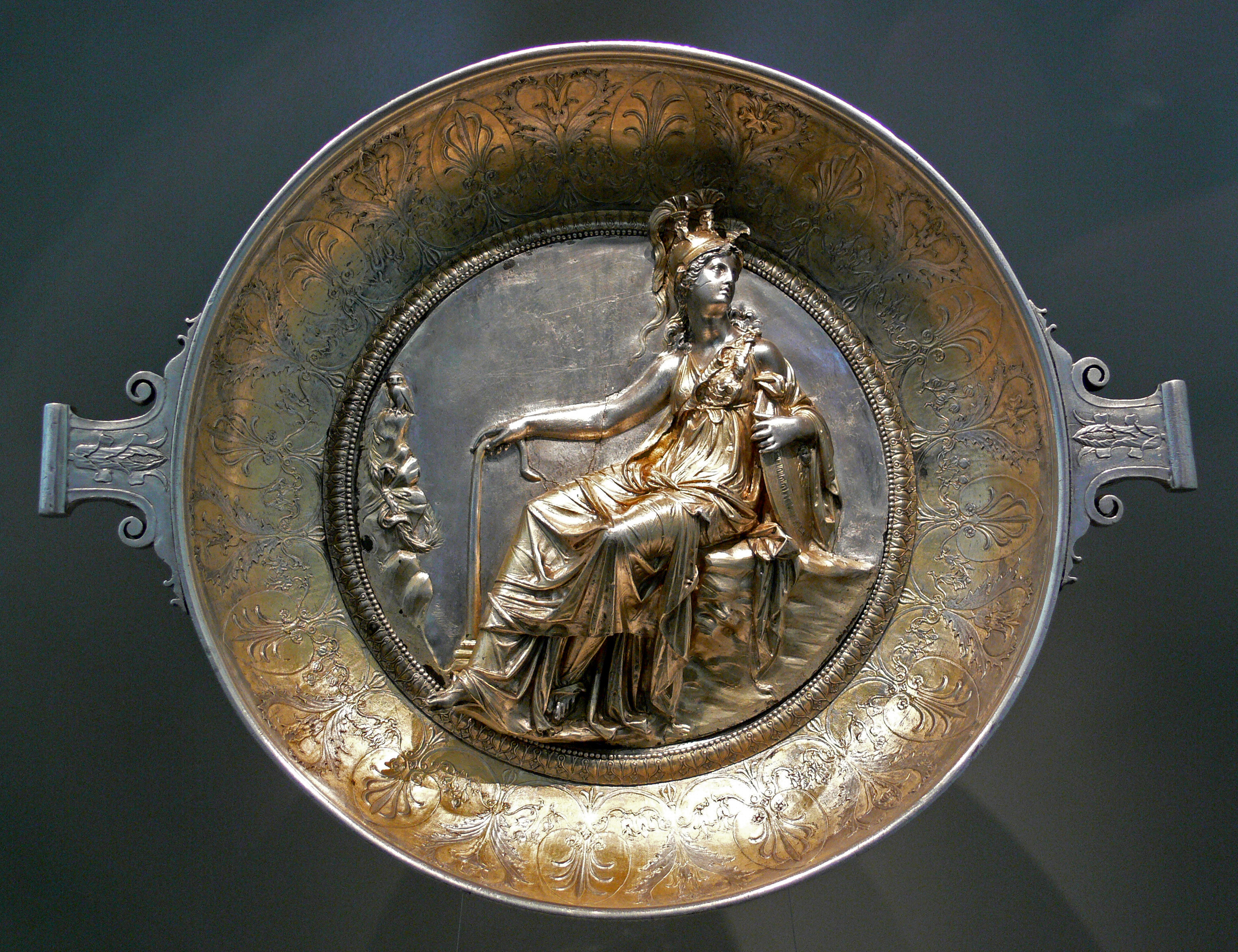
El cuenco de Minerva

El Tesoro de Hildesheim, desenterrado el 17 de octubre de 1868 en Hildesheim, Alemania, es la colección más grande de plata romana encontrada fuera de las fronteras imperiales. La mayor parte se puede fechar en el siglo I d. C. El tesoro consta de unas setenta vasijas de plata maciza exquisitamente elaboradas para comer y beber y se conserva en el Antikensammlung Berlin (Altes Museum). Generalmente se cree que el tesoro fue el servicio de mesa de un comandante romano, tal vez Publio Quintilio Varo, militarmente activo en Germania. Sin embargo, otros también sugieren que el tesoro puede haber sido un botín de guerra en lugar de un servicio de mesa.
El tesoro fue enterrado a unos 2 metros bajo tierra en la colina Galgenberg y fue encontrado por soldados prusianos cuando preparaban parte del área para un campo de tiro. La mayoría de los estudiosos consideran que la práctica totalidad del Tesoro de Hildesheim se produjo en talleres fronterizos de las provincias romanas del noroeste.

## Elementos notables
El tesoro contiene platos, soperas, tazas, copas, bandejas, palas, porta huevos, saleros, una pequeña mesa plegable de tres patas, un candelabro y un pedestal de tres patas. Uno de los artículos más notorios es la llamada Pátera de Minerva (equivalente romano de la Atenea griega). Presenta una imagen detallada de Minerva, que se sienta en un trono de roca y sostiene un bastón en su mano derecha y un escudo en la izquierda. La diosa lleva su tocado de batalla y su túnica fluida, separado de la mano derecha de Minerva está su símbolo, el búho. El cuenco tiene dos asas, cada una mide 3,4 cm de largo. El cuenco en sí pesa 2,388 kg y tiene 25 cm de diámetro y 7,1 cm de profundidad. La crátera se perdió durante 1945 y ahora se muestra una copia en yeso.
Otros elementos notables son las pateras con altorrelieve de Hércules niño estrangulando a las serpientes y con las cabezas en bajorrelieve de Atis y Cibeles. También hay tres cuencos-cálices de gruesos bordes, un cuenco-trípode con un adorno de hojas nielado, una crátera y un cántaro, así como copas de dos asas ornamentadas en repujado y otros artículos dedicados a Baco. De muchos artículos se han hecho réplicas para museos como el Museo de Victoria y Alberto, el Germanisches Nationalmuseum y el Museo Pushkin.